# ثقبة وتدية حنكية
الثقبة الوتدية الحنكية (بالإنجليزية: Sphenopalatine foramen)‏ هي ثقبة في الجمجمة تصل جوف الأنف بالحفرة الجناحية الحنكية.